# Austin Maestro
El Austin Maestro es un vehículo de cinco puertas del segmento C producido por el grupo británico British Leyland entre 1983 y 1987 bajo las marcas Austin y MG y posteriormente por el grupo Rover sin una marca específica hasta 1991. El coche se produjo en la planta de Morris en Cowley, Oxford en la que actualmente se produce el Mini de BMW. Existió una versión furgoneta de dos puertas derivada directamente denominada Maestro Van.

## Origen
El Maestro es fruto proyecto LC10 por el que debían sustituirse en primer lugar los viejos BMC ADO16 y Austin Maxi, junto con el por entonces reciente Austin Allegro y posteriormente otros modelos de distintos tamaños mediante modificaciones en la nueva plataforma. El diseño de esta se llevó a cabo de modo puramente pragmático, abandonando las peculiaridades del esquema de tracción delantera desarrollado por Alec Issigonis para el Mini visto en sus predecesores. Para ello se partió de cero, creando una plataforma válida para el segmento C -aunque superaba en todas las dimensiones al Volkswagen Golf Mk II, lo que se disimulaba mediante el uso de voladizos muy cortos-, de la que pudiera derivarse una variante alargada -LM11 de la que nacería el Austin Montego- capaz de competir en el segmento D con garantías. Técnicamente se utilizó igualmente el exitoso y probado esquema del Volkswagen Golf, con suspensión delantera McPherson y trasera por eje torsional.

## Recepción

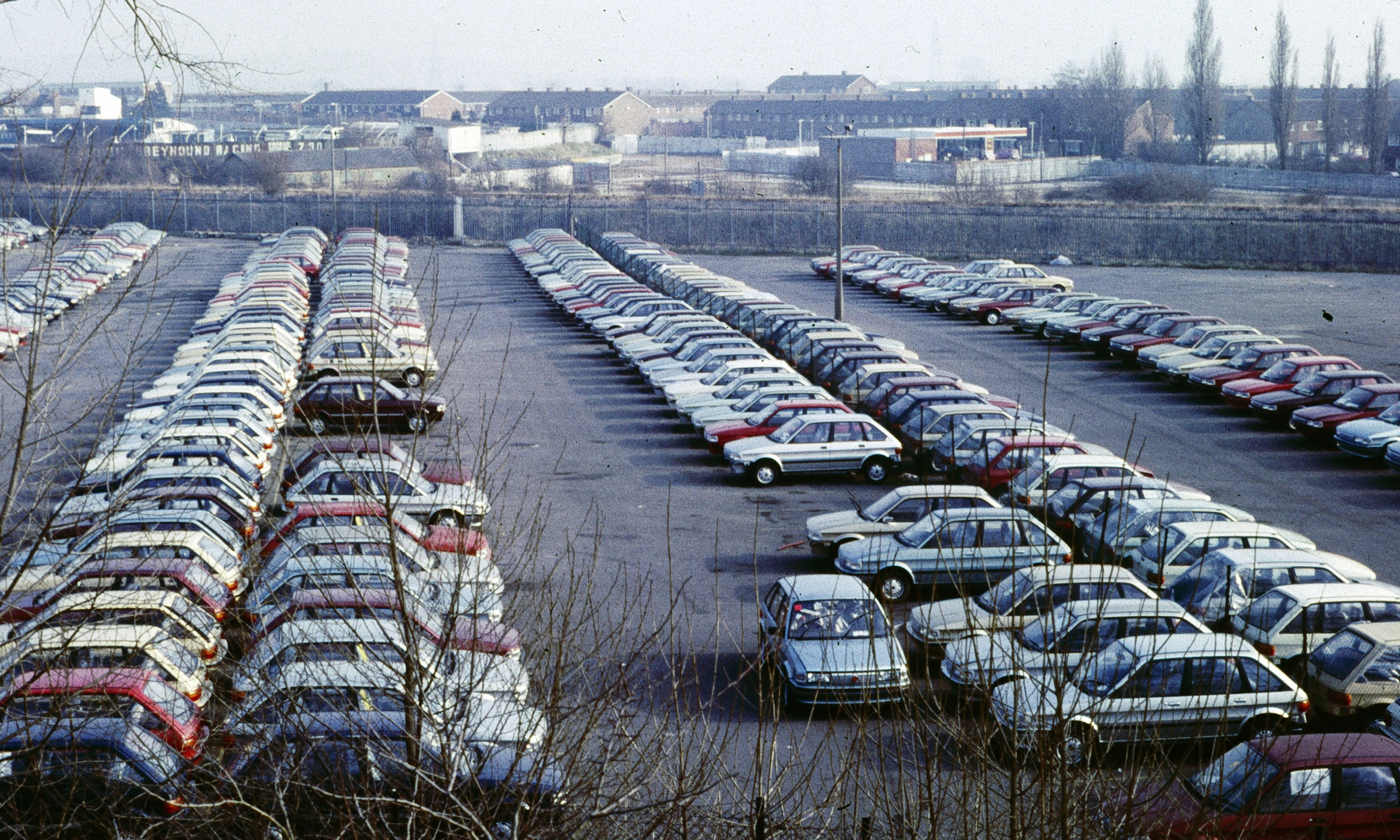
Austin Maestro en una campa de almacenamiento

El Maestro fue lanzado en marzo de 1983. En su valoración del nuevo coche, la revista de la Asociación de Consumidores británica, en su edición de junio, lo describió como espacioso, cómodo, y de fácil conducción, señalando que "Si está considerando comprar uno ahora, nuestro consejo, basado en nuestras primeras impresiones, es que lo haga". En enero de 1984, después de probar el coche, concluyeron: "En comparación con su competencia de un precio y tamaño similares, el Maestro tiene una ventaja clara de habitabilidad para los pasajeros, con pocos coches que igualen el espacio disponible tanto adelante como atrás". También se consideraba un rival serio para coches de un segmento más alto, como el Vauxhall Cavalier o el Ford Sierra, excepto por su maletero más pequeño.